# Scotopteryx reversa
Scotopteryx reversa är en fjärilsart som beskrevs av Louis Beethoven Prout 1914. Scotopteryx reversa ingår i släktet backmätare, och familjen mätare. Inga underarter finns listade.